# サラ

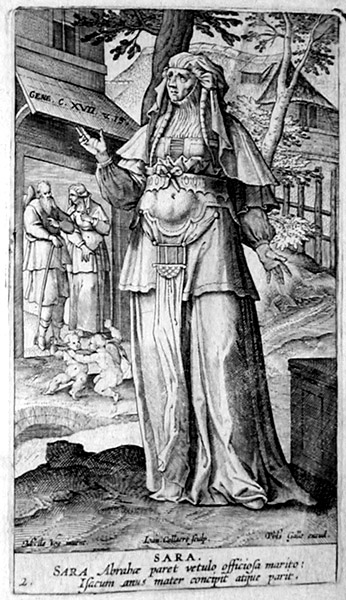
Hans Collaert によるサラ。1581.

サラ（ヘブライ語：שָׂרָה、「高貴な女性」の意）は旧約聖書の登場人物で、アルバア・ハ=イマホット（ארבע האמהות：「四人の母」の意）の一人である。アルバア・ハ=イマホットとはイスラエル民族の礎となった三人の祖父、アブラハム、イサク、ヤコブのそれぞれの正妻、サラ（アブラハム）、リベカ（イサク）、ラケル、レア（以上ヤコブ）の四人の女性を指すユダヤ教の概念である。ユダヤ人の間では「我等の母サラ」を意味するサラ・イマヌー（שרה אמנו）という敬称で呼ばれている。一方、彼女の夫で異母兄、最初のヘブライ人、並びに信仰の父とされるアブラハムは、「我等の父アブラハム」を意味するアブラハム・アビヌー（אברהם אבינו）という敬称で呼ばれている。サラにまつわる逸話は『創世記』の11章から23章にかけて述べられている。

## 旧約聖書におけるサラの経歴

### カナンへの移住
物語の前半、彼女はサライ（ヘブライ語：שָׂרַי）という名前で呼ばれている。彼女がアブラム（後に「アブラハム」と改名）と結婚したのは、まだカルデア地方のウルに住んでいた頃であったが、テラ（アブラムの父）の一族の移住に伴い、故国を離れてカナンの地へと向かった。しかし一行はカナン地方に到達する前にハランの地で足を止め、そこに暫く滞在した。彼女が65歳のとき神がアブラムに現れカナンの地を示したので、アブラムは父と別れ再度移住を始めた。この旅路にはサライの他、アブラムの兄弟ハランの息子ロトも同行している。また、ハランの地で一族に加わった大勢の人々もアブラムに従った。一行はカナン地方に入ると、シケムの北部からベテルへと向かって南下し、さらにネゲブへと到った。

### エジプト寄留
ところがカナン地方を飢饉が襲ったため、一族はエジプトへの避難を余儀なくされる。アブラムはサライの美しさゆえに自身に危害が及ぶと案じたので、エジプト人の前では自分の妹（実際、異母妹ではあった）であると偽るよう彼女に懇願した。その懸念は現実のものとなった。サライの評判を聞きつけたエジプトの王ファラオは彼女を娶り、その褒美としてアブラムには莫大な富を与えた。しかし、度重なる災いがファラオと王家に降りかかるに及んで、サライがアブラムの妻であることを知った。激怒した彼はサライをアブラムに返すと、二人をエジプトから送り出した。アブラムの一行は放浪を続けた後、再度ベテルへと戻ってきた。そこで牧夫たちの争いをきっかけにロトと分かれた。

### イシュマエルの誕生
この道程の途上、神はアブラムと彼の子孫に対してカナンの地を与える約束をした。しかしサライは不妊の女であった。彼女は75歳になるに至って自らによる出産を諦め、女奴隷のハガルを側女としてアブラムに与えた。当時のこの地方には、不妊の妻が女奴隷を夫に与え、その側女との間に生まれた子供を自分の子供にできる風習があり、サライもまた、ハガルを通じて息子を得ようとしたのであった。
しかしハガルは妊娠したとたん、女主人サライを見下すようになった。この屈辱に耐えかねたサライがアブラムに不平を漏らしたところ、アブラムはこの件に関しては干渉しない旨を伝えた。するとサライはハガルを散々虐待したので、ついにハガルは逃亡してしまった。ハガルはその後、「主の御使い」（『新共同訳聖書』による訳出）に促されてサラのもとへと戻り、無事イシュマエルを出産している。
イシュマエルが13歳のとき神がアブラムに現れ、彼に多くの子孫が生まれること、彼らにカナンの地が与えられること、そしてイシュマエルではなく、サライによって誕生する息子イサクがその地を受け継ぐことを約束した。もっとも、アブラムには信じがたい約束であったため、彼はイシュマエルについての約束の成就を神に祈願した。それでも神は、イサクについての約束が成就すると念を押した。この折に、アブラムはアブラハムへと、サライはサラへとそれぞれ改名されている。
そんなある日のこと、二人のもとに三人の客人が現れ、今から一年後、サラには息子がいることを告げた。この言葉を聴いてサラは内心、密かに笑っていたのだが、この行為が「イサク」という息子の名前の由来となっている。

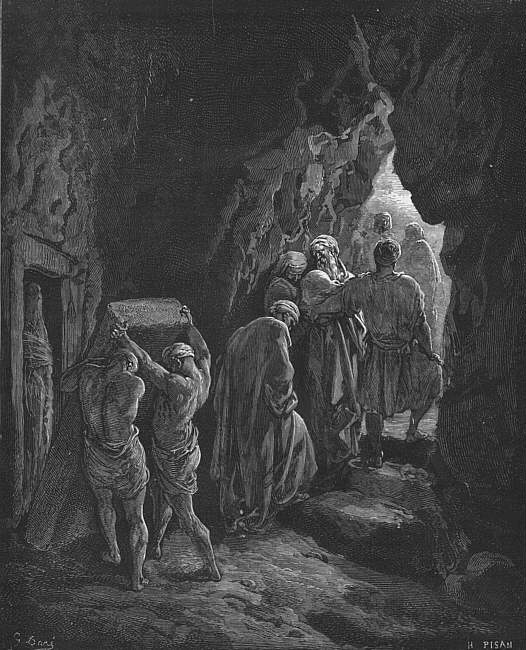
サラの埋葬　（ギュスターヴ・ドレ画）

### ゲラル滞在
神がソドムの町を滅ぼした後、アブラハムの一族は再び南へ向かって放浪し、ゲラル地方に到達した。アブラハムはここでもまたサラを自分の妹であると偽ったので、彼女はゲラルの王アビメレクの王家に娶られた。神はアビメレクとその王家を罰したのだが、今回は彼の夢の中に現れて、サラには触れぬよう警告した。アビメレクはサラをアブラハムに返すと、贈り物を送るだけでなくゲラルでの滞在を二人に勧めた。その返礼としてアブラハムは、アビメレクの平安、とりわけこの度の罰によって不妊となってしまった王家の女たちの回復を神に祈願した。すると神がそれに応えたので、女たちは子供を生むようになった。

### イサクの誕生
サラは90歳のとき、幸福に満たされながら、まさに約束された日取りにイサクを産んだ。しかし彼女はイサクの地位を確かなものとするために、ハガルとイシュマエルを一族から追放するようアブラハムに願い出た。それは、イシュマエルにアブラハムの跡を継がせたくないという当然の主張であった。アブラハムはこの件に関して心を痛め、神に助言を求めた。しかし神は、サラの望みどおりに計らうようアブラハムに命じた。こうしてハガルは荒野へ追放された。

### サラの死
サラは127歳のとき、キルヤト・アルバ（ヘブロン）で死んだ。アブラハムが妻サラとカナンの地を目指して旅立ってから62年が経った時の事であった。アブラハムはヘト人エフロンから畑を買い取り、そこにあったマクペラの洞穴に彼女の亡骸を埋葬した。

## ミドラーシュにおけるサラ
- 『創世記』11章29節にハラン（アブラハムの兄弟、ロトの父）の娘としてミルカと「イスカ（יִסְכָּה）」という人物が出てくる[3]が、文脈などからこのイスカとサラを同一人物と見なす解釈がある[4]。それは「イスカ」という名前の由来が、女預言者として霊力を用いてものを見た（סכתה：サフター）、あるいは彼女の美しさによってすべてが覆われた（סוכה：スカー)とする説を根拠としている。
- 『ベレシート・ラッバー』には、晩年のサラについてのいくつかの記述がある。彼女は100歳を過ぎてもなお二十代の美貌を保っていたというものや、彼女の犯した罪はバト・シェバ（ソロモン王の母）と同様に清められていたといったものがあり、ラシ（ラビ・シェロモー・ベン・イツハキー）でさえも、その注釈において同箇所を引用している。
- サラの性質を象徴する言葉として豊穣、創造、寛容があげられている。旧約聖書では三人の客人に給仕するアブラハムを手助けするサラの姿が描かれているが、ミドラーシュでは彼女の生産性の証として、イサク誕生の祝宴の際、来賓客の子供たちにまで授乳していたという逸話が語られている。彼女の存命中、一族の天幕は開放的で富に溢れており、天には恵みの雨をもたらす雨雲が差し掛かり、常に貯水池を満たしていたとされている。また、安息日から次の安息日まで炎が絶えることのない蝋燭が天幕の中を照らしていた。

### サラとアブラハムの関係
- ミドラーシュでは、旧約聖書に記されているサラの印象を継承するとともに、ある場面では自立した女性として彼女の姿を描写しており、さらには霊能者、女預言者として取り上げたりもしている。サラがアブラハムに何かを願い出れば、神は惜しみない援助を彼女に与えているが、このことが、彼女に預言者としての能力が備わっていたことの根拠となっている。
- またミドラーシュによれば、一族がまだハランに滞在していた頃、アブラハムが一族に加わった成人男性をことごとくユダヤ教に改宗させたように、サラもまた女性たちをユダヤ教に改宗させていたのであった。

### サラとハガルの関係
- 注釈者の多くが、ハガルに対するサラの虐待に関して解説しあぐねている。一部の者は、ハガルの態度があまりにも不遜であったために須く起きた出来事であると主張することで、サラの行為を正当化している。あるいは、その行為は実際には虐待といったものではなく、ハガルがアブラハムの側女となってもなお、彼女とは女主人と女奴隷としての関係を継続していたに過ぎないとしてサラを擁護している。
- 一方、ラムバン（ラビ・モーシェ・ベン・ナフマン）は、サラはハガルを虐待することで罪を犯したが、イシュマエルの誕生によってサラの子孫が罰せられた・・・すなわち、イシュマエルの子孫（アラブ民族）がその後、イスラエル民族の虐待を望むようになった、と述べている。

### サラの死
- ミドラーシュによれば、アブラハムはマクペラの洞穴の場所がアダムとエバの墓地の場所と一致していることを確認した上で、彼女の亡骸をそこに埋葬したとされている。